# The Howling (franchise)
The Howling è un media franchise statunitense sui licantropi che comprende tre romanzi e otto film. La serie è iniziata nel 1977 con l'uscita del romanzo horror L'ululato (The Howling) di Gary Brandner, che venne adattato nel 1981 nel film omonimo, diretto da Joe Dante.

## Romanzi
I romanzi sono stati scritti dallo scrittore horror americano Gary Phil Brandner (1930–2013). Il primo libro della serie è stato vagamente adattato come film nel 1981. Il secondo e il terzo romanzo di Howling di Brandner, pubblicati rispettivamente nel 1979 e nel 1985, non hanno alcun legame con la serie di film, sebbene lo scrittore fosse coinvolto nella stesura della sceneggiatura del secondo film della serie, Howling II - L'ululato. Brandner è morto di cancro esofageo nel 2013. In Italia i tre romanzi della serie sono tutti inediti.

### The Howling
The Howling venne pubblicato per la prima volta nel 1977 e ripubblicato nel 1986 dalla Fawcett Publications.
Dopo un atto violento, Karyn Beatty e suo marito Roy si recano nel tranquillo villaggio californiano di Drago per sfuggire alla ferocia della città, ma le loro vite insieme lentamente diventano sempre più separate. Il romanzo è stato vagamente adattato come film nel 1981, e l'adattamento più vicino è il quarto film della serie, Howling IV, anche se anche questo film differisce molto dal romanzo.

### The Howling II
The Howling II venne pubblicato per la prima volta nel 1979 e successivamente ripubblicato dalla Fawcett Publications nel 1982 con i titoli alternativi The Howling II: The Return e Return of the Howling.
Il romanzo mostra come la vita è cambiata per Karyn Beatty e Chris Halloran negli ultimi tre anni. Inoltre, il lettore scopre presto che Roy e Marcia sono sopravvissuti alla distruzione di Drago e che ora hanno sete di vendetta.

### The Howling III: Echoes
The Howling III, anche noto come The Howling III: Echoes, venne pubblicato dalla Fawcett Publications nel 1985.
Nell'ultimo romanzo trilogia, Brandner offre ai lettori dei nuovi personaggi, una trama autonoma ed una mitologia fortemente reimmaginata che altera i tempi e gli eventi stabiliti nei primi due libri. The Howling III: Echoes parla di un simpatico lupo mannaro adolescente di nome Malcolm che viene reclutato dal malvagio lupo mannaro, Derak, che vuole che apprenda la sua vera eredità: il sangue.

## Film
La serie di film di The Howling è composta da otto film.
| Film                                                                    | Anno | Regista        | Produttori                                       | Sceneggiatori                      |
| ----------------------------------------------------------------------- | ---- | -------------- | ------------------------------------------------ | ---------------------------------- |
| L'ululato (The Howling)                                                 | 1981 | Joe Dante      | Michael Finnell, Jack Conrad                     | John Sayles, Terence H. Winkless   |
| Howling II - L'ululato (Howling II: Your Sister Is a Werewolf)          | 1985 | Philippe Mora  | Steven A. Lane                                   | Robert Sarno                       |
| Howling III (Howling III: The Marsupials)                               | 1987 | Philippe Mora  | Philippe Mora, Charles Waterstreet               | Philippe Mora                      |
| Howling IV (Howling IV: The Original Nightmare)                         | 1988 | John Hough     | Harry Alan Towers, Clive Turner                  | Freddie Rowe, Clive Turner         |
| Howling V - La rinascita (Howling V: The Rebirth)                       | 1989 | Neal Sundstrom | Freddie Rowe, Clive Turner                       | Clive Turner                       |
| Howling VI - Mostriciattoli (Howling VI: The Freaks)                    | 1991 | Hope Perello   | Robert Pringle                                   | Kevin Rock                         |
| Howling: New Moon Rising                                                | 1995 | Clive Turner   | Kent Adamson, Clive Turner                       | Clive Turner                       |
| The Howling: Reborn - Il risveglio dei licantropi (The Howling: Reborn) | 2011 | Joe Nimziki    | Kevin Kasha, Joel Kastelberg, Ernst Etchie Stroh | Joe Nimziki, James Robert Johnston |

### L'ululato
Il primo film della serie Howling, diretto da Joe Dante, è interpretato da Dee Wallace, Patrick Macnee, Dennis Dugan e Robert Picardo. Il film è basato sul primo libro della trilogia; tuttavia, la trama è solo vagamente ispirata ad esso. L'ululato contiene un sottile umorismo che non è presente nel romanzo.

### Howling II - L'ululato
Il secondo film della serie, diretto da Philippe Mora, è interpretato da Christopher Lee, Reb Brown, Marsha Hunt, e Sybil Danning. The Howling II è l'unico sequel della serie che presenta una trama che segue direttamente gli eventi del film originale ed è anche l'unico film che ulula a presentare il contributo del romanziere originale, Gary Brandner. Brandner era critico nei confronti del film originale del 1981, che era molto liberamente tratto dal suo romanzo del 1977, e alcuni elementi di questo sequel potrebbero essere stati deliberatamente divergenti dal film precedente. Dopo la sconvolgente trasformazione sullo schermo della giornalista Karen White e la sua morte violenta, suo fratello Ben viene avvicinato da Stefan Crosscoe, un misterioso gentiluomo che afferma che Karen era un lupo mannaro. Fornendo prove videoregistrate della trasformazione, Crosscoe convince Ben e Jenny ad accompagnarlo in Transilvania per combattere Stirba, l'immortale regina dei lupi mannari.

### Howling III
Il film è stato diretto e scritto da Philippe Mora ed interpretato da Barry Otto, Imogen Annesley e Leigh Biolos. Uno scienziato scopre che in Australia esistono dei lupi mannari marsupiali e che uno di essi lavora in un film horror.

### Howling IV
John Hough ha diretto Howling IV: The Original Nightmare, con Romy Windsor, Michael T. Weiss e Antony Hamiliton. Il film non è tanto un sequel, ma un adattamento più fedele del romanzo originale di Brandner con lievi differenze. Il film si concentra su Marie, una scrittrice di successo, che viene inviata dal marito nella piccola città di Drago dopo aver subito un esaurimento nervoso e viene tormentata da visioni e lupi mannari.

### Howling V - La rinascita
Il film è stato diretto da Neal Sundstrom ed interpretato da Philip Davis, Victoria Catlin, Elizabeth Shé e Ben Cole. Un gruppo di viaggiatori eclettici assistono all'apertura di un castello europeo a lungo sigillato e successivamente vengono uccisi da un lupo mannaro. Per sopravvivere devono scoprire chi di loro è l'assassino.

### Howling VI - Mostriciattoli
Il film è stato diretto da Hope Perello ed interpretato da Brendan Hughes, Bruce Payne e Michele Matheson. Come la maggior parte dei film della serie, Mostriciattoli è basato sulla trilogia di romanzi di The Howling e contiene elementi minori del romanzo The Howling III: Echoes: il vagabondo solitario che è maledetto come un lupo mannaro simpatico e successivamente reclutato da un essere soprannaturale e da lupi mannari utilizzato negli spettacoli di mostri di un luna park itinerante.
RB Harker, proprietario del luna park itinerante, cattura Ian, vagabondo solitario e lupo mannaro, e lo costringe a lavorare per il suo luna park, dove Ian viene messo in mostra con altre stranezze umane. A complicare ulteriormente le cose, anche Harker è una creatura soprannaturale, un vampiro, con un obiettivo segreto di reclutare Ian facendolo diventare un assassino.

### Howling: New Moon Rising
Diretto da, scritto ed interpretato da Clive Turner, The Howling: New Moon Rising è l'unico sequel della serie dai tempi di Howling II - L'ululato a tentare la strada della continuità.  Inoltre, il film utilizza filmati tratti da Howling IV: The Original Nightmare, Howling V - La rinascita e Mostriciattoli, con i personaggi di ciascuno di quei film.
Dopo l'arrivo di un misterioso motociclista, la pace di una città deserta è sconvolta da macabri omicidi. Un investigatore indaga sul caso, aiutato da un prete che è certo che le uccisioni siano opera di un lupo mannaro. I due scopriranno diversi indizi che collegano gli eventi della maggior parte dell'ultima parte della serie.

### The Howling: Reborn - Il risveglio dei licantropi
The Howling: Reborn - Il risveglio dei licantropi è stato diretto da Joe Nimziki. Il film è interpretato da Landon Liboiron, Lindsey Shaw e Ivana Miličević. La storia è attribuita al romanzo The Howling II. Un adolescente emarginato di nome Will Kidman scopre di essere un lupo mannaro e deve combattere un branco di creature brutali quando minacciano lui e la sua nuova fidanzata.

## Accoglienza
| Film                                              | Anno | Rotten Tomatoes |
| ------------------------------------------------- | ---- | --------------- |
| L'ululato                                         | 1981 | 66%             |
| Howling II - L'ululato                            | 1985 | 27%             |
| Howling III                                       | 1987 | 18%             |
| Howling IV                                        | 1988 | 17%             |
| Howling V - La rinascita                          | 1989 | 25%             |
| Howling VI - Mostriciattoli                       | 1991 | 18%             |
| Howling: New Moon Rising                          | 1995 | 12%             |
| The Howling: Reborn - Il risveglio dei licantropi | 2011 | 20%             |